# غاري بينتر
غاري بينتر (بالإنجليزية: Gary Painter)‏ هو عسكري أمريكي، ولد في 2 أبريل 1947 في أمهيرست في الولايات المتحدة، وتوفي في 26 مايو 2019.